# JDK
Java Development Kit（JDK）是昇陽電腦针对Java开发人员发布的免费软件开发工具包（SDK，Software development kit）。自从Java推出以来，JDK已经成为使用最广泛的Java SDK。由于JDK的一部分特性采用商业许可证，而非开源。因此，2006年昇陽電腦宣布将发布基于GPL的开源JDK，使JDK成为自由软件。在去掉了少量闭源特性之后，昇陽電腦最终促成了GPL的OpenJDK的发布。

## 用途
作为Java语言的SDK，普通用户并不需要安装JDK来运行Java程序，而只需要安装JRE（Java Runtime Environment）。而程序开发者必须安装JDK来编译、调试程序。

## 包含组件
JDK包含了一批用于Java开发的组件，其中包括：
- javac：编译器，将后缀名为.java的源代码编译成后缀名为「.class」的字节码
- java：运行工具，运行.class的字节码
- jar：打包工具，将相关的类文件打包成一个文件
- javadoc：文档生成器，从源码注释中提取文档，注释需符合规范
- jdb debugger：调试工具
- jps：显示当前java程序运行的进程状态
- javap：反编译程序
- appletviewer：运行和调试applet程序的工具，不需要使用浏览器
- javah：从Java类生成C头文件和C源文件。这些文件提供了连接胶合，使Java和C代码可进行交互。[3]
- javaws：运行JNLP程序
- extcheck：一个检测jar包冲突的工具
- apt：注释处理工具[4]
- jhat：java堆分析工具
- jstack：栈跟踪程序
- jstat：JVM检测统计工具
- jstatd：jstat守护进程
- jinfo：获取正在运行或崩溃的java程序配置信息
- jmap：获取java进程内存映射信息
- idlj：IDL-to-Java编译器。将IDL语言转化为java文件[5]
- policytool：一个GUI的策略文件创建和管理工具
- jrunscript：命令行脚本运行

JDK中还包括完整的JRE（Java Runtime Environment），Java运行环境，也被称为private runtime。包括了用于产品环境的各种库类，如基础类库rt.jar，以及给开发人员使用的补充库，如国际化与本地化的类库、IDL库等等。
JDK中还包括各种样例程序，用以展示Java API中的各部分。

## 系统需求
无论Linux、Windows或者Mac OS系统，JDK均有X86与X64甚至安腾架构的发行版本。且均为多语言发行，即根据系统语言的不同自动显示不同语言的信息。

## 版本
自JDK 5.0起，Java以两种方式发布更新：
- Limited Update包含新功能和非安全修正，版本号是20的倍数
- Critical Patch Updates（CPUs）只包含安全修正，版本号将是上一个Limited Update版本号加上五的倍数后的奇数。

Java SE 7 Update 71之後則以雙版本發布：
- 重要補丁更新（Critical Patch Update）
- 補丁集更新（Patch Set Update）

Oracle建議只有在當次PSU版有修正使用者遇到的特定問題時才安裝該PSU版。

## 外部連結
- New to Java Programming Center （页面存档备份，存于）（英文）
- OpenJDK（页面存档备份，存于）（英文）
- Java SE Downloads （页面存档备份，存于）（英文）